# 1. крајишки корпус Војске Републике Српске
Први крајишки корпус Војске Републике Српске је био један од седам корпуса Војске Републике Српске. Корпус је током рата у Босни бранио западне делове Републике Српске. Први крајишки корпус је био највећи, најискуснији и најспособнији корпус Војске Републике Српске. Током рата је погинуло 6.450 бораца, нестало је 1.031, а рањено 22.774 припадника корпуса.

## Организација ПКК ВРС
Сједиште корпуса се налазило у Бањој Луци. Оперативна зона команде корпуса је покривала подручје западног дијела Републике Српске. Корпус је на почетку рата располагао са 180 тенкова и 150 оклопних транспортера.

### Ратна организација
- Штаб корпуса
- 16. крајишка моторизована бригада
- 1. оклопна бригада
- 2. оклопна бригада
- 27. моторизована бригада
- 43. приједорска моторизована бригада
- 30. лака пјешадијска дивизија
- 10. крајишка пјешадијска дивизија (расформирана крајем 1992)
- 31. брдско јуришна бригада (сједиште на Мањачи)

#### Лаке пјешадијске бригаде
- Прва бањалучка лака пјешадијска бригада
- Друга бањалучка лака пјешадијска бригада
- Трећа бањалучка лака пјешадијска бригада
- Четврта бањалучка лака пјешадијска бригада
- Прва требавска лака пјешадијска бригада
- Прва озренска лака пјешадијска бригада
- Друга озренска лака пјешадијска бригада
- Трећа озренска лака пјешадијска бригада
- 4. озренска лака пјешадијска бригада
- Прва вучјачка лака пјешадијска бригада
- Прва градишка лака пјешадијска бригада
- Прва добојска лака пјешадијска бригада
- Прва кнежевска лака пјешадијска бригада
- Прва которварошка лака пјешадијска бригада
- Прва крњинска лака пјешадијска бригада
- Прва лакташка лака пјешадијска бригада (расформирана током рата и ушла у састав Друге крајишке лпбр)
- Прва новоградска пјешадијска бригада (од новембра 1994. до краја 1995. у саставу Дрварског корпуса)
- Прва осињска лака пјешадијска бригада (1. марта 1994. расформирана и улази у састав 27. дервентске мтбр)
- Прва прњаворска лака пјешадијска бригада
- Прва теслићка лака пјешадијска бригада
- Прва требавска лака пјешадијска бригада
- Прва србачка лака пјешадијска бригада
- Прва шиповачка лака пјешадијска бригада
- Прва челиначка лака пјешадијска бригада
- Друга теслићка лака пјешадијска бригада (ушла у састав Прве теслићке лпбр)
- Друга крајишка лака пјешадијска бригада
- Пета козарска лака пјешадијска бригада (Пета козарачка лака пјешадијска бригада)
- Шеста санска лака пјешадијска бригада
- 22. пјешадијска бригада
- 11. лака дубичка пјешадијска бригада
- 11. лака мркоњићка пјешадијска бригада
- 19. србобранска пјешадијска бригада

#### Артиљеријске јединице
- Први и Девети мјешовити артиљеријски пук
- Први мјешовити противоклопни артиљеријски пук
- Први лаки артиљеријски пук противваздушне одбране

#### Позадинске и друге јединице
- Први и Девети инжењерски пук
- Први понтонирски батаљон
- Први и Девети батаљон везе
- Први батаљон војне полиције
- Девети батаљон војне полиције
- Први аутобатаљон
- Први санитетски батаљон
- Самостална муслиманска јединица Меша Селимовић (ушла у састав 27. мтбр ВРС)
- Полигон и притворска јединица Мањача
- 36. Самостални оклопни батаљон (у саставу 30. пешадијске дивизије)
- 30. Батаљон везе
- Јуришни батаљон Вукови са Вучијака (на почетку рата био у саставу 27. мтбр ВРС)
- Студентска бригада

#### Тактичке и оперативне групе
- Тактичка група 1
- Тактичка група 2
- Тактичка група 3
- Тактичка група 4
- Тактичка група 5
- Оперативна група Влашић
- Оперативна група Добој (9. Оперативна група)
- Оперативна група Приједор
- Група лаких бригада Бања Лука

## Јединице

### Кнежевска лака бригада
Кнежевска лака бригада Војске Републике Српске је основана 10. јуна 1992. године. Ова бригада је августу 1994. спојена са 22. пјешадијском бригадом. Бригада је изгубила 21 борца, а 75 је рањено. У свом успону је бројала 688 бораца. Бригада је четири године бранила плато и обронке планине Влашић. Захваљујући бригади сачувана су српска огњишта у општини Кнежево. Бригада је одиграла важну улогу пред крај рата на планини Чемерници када је зауставила продор хрватско-муслиманских снага и потпуно окружење Кнежева, и делом даљи продор према Бањој Луци.

### Крњинска бригада
Крњинска бригада је учествовала у пробоју коридора живота и ослобађању Дервенте и Брода. Кроз бригаду је прошло 3.790 бораца, 195 је погинуло, а 764 борца су рањена (174 тешко и 590 лакше).

### Осињска српска бригада
Осињска бригада формирана је 9. фебруара 1992. године, као Осињски партизански одред, у чијем саставу су на почетку били борци из подручја Осињско-Сочанског краја и околних села. Ова села су на почетку хранила и одијевала бригаду, односно осигурала потпуно позадинско обезбјеђење. Одред је у бригади преорганизован у мају 1992. године и по формацији је имао два батаљона са позадинским јединицама.
Борци ове бригаде упорно су, све до 12. јуна, бранили српска села на линији Каурска обала — Тешића баре — Томасово брдо — Кнежевићи — Малојчани — Цер — Чолино брдо — Торине.
Онда су кренули у офанзивне акције и, заједно са осталим јединицама, уз 27. бригаду, Осињска бригада има одлучујућу улогу у ослобађању Дервенте, а у садејству са другим јединицама игра значајну улогу и у ослобађању Брода.
Након избијања на ријеку Саву, припадници Осињске бригаде су ангажовани на Добојском ратишту, а бригада је расформирана и интегрисана у 27. бригаду 1. марта 1994. године. Током рата погинула су 104 борца, од чега 4 официра и 5 подофицира, а више од 600 бораца је рањено.
Осињска бригада је 30. маја 1996. године одликована медаљом Петра Мркоњића.

### Челиначка бригада
1.челиначка лака пјешадијска бригада основана је 19.јуна 1992. Током рата у БиХ, највише времена је провела на одбрани коридора живота на подручју мјесне заједнице Крепшић код Доњег Жабара, а боравила је и на ратиштима на подручју Котор Вароша, Посавине, Теслића, Бихаћа, Гламоча и Мркоњић Града. Спомен-соба посвећена бригади се налази у Челинцу. Бригадом је командовао пуковник Петар Крчмар. Бригада је издавала своје новине.

## Историја
На сједници Народне скупштине Српске Републике БиХ (исте године преименована у Народну скупштину Републике Српске) у Бањалуци 12. маја 1992. године су донесене одлуке о оснивању самосталне српске државе на подручју Републике Српске, оснивању предсједништва, те одлука о стварању Војске Републике Српске. Генерал-пуковник Момир Талић је 19. маја 1992. проглашен за команданта. Корпус је у мају преименован у Први крајишки корпус. Први крајишки корпус Војске Републике Српске је задржао инфраструктуру и борбена средства 5. корпуса Југословенске народне армије.
Јединице Првог крајишког корпуса (30. партизанска дивизија) у оквиру снага ЈНА ослобађају Купрес почетком априла 1992. године у склопу операције Купрес.
Од маја 1992. јединице Првог корпуса су ангажоване у војним операцијама стављања под контролу општина на простору Крајине и Посавине, те спајањем са источним дијелом Републике Српске.
У јуну 1992. генерал Момир Талић, начелник Штаба Првог крајишког корпуса генерал Бошко Келечевић, командант специјалне јединице МУП-а Републике Српске Крајине генерал Боривоје Ћукић, генерал Славко Лисица и тадашњи начелник Штаба Прве оклопне бригаде пуковник Новица Симић планирају и покрећу операцију „Коридор живота“ (пробој кроз Посавину и спајање са источним снагама Војске Републике Српске на потезу Добој—Дервента).
У другој фази оклопне јединице Првог крајишког корпуса ослобађају градове Дервенту (7. јули 1992), Модричу (10. јули 1992) и Оџак (13. јули 1992) и излазе на ријеку Саву. У трећој фази операције српске снаге ослобађају 6. септембра 1992. Брод. Тиме је Први крајишки корпус изашао цијелом дужином на ријеку Саву, са изузетком Орашја које је остало под контролом војске Републике Хрватске до краја рата.
У операцији Врбас корпус борбеним дејствима заузима Јајце 29. септембра и наставља борбе током 1993. у операцији Садејство на тзв. „Струјном коридору“, проширењу територије копненој вези са истоком.
У септембру 1994. корпус дејствује у офанзиви ВРС на Бихаћ под кодним именом Бреза у садејству са припадницима Народне одбране Фикрета Абдића. Корпус средином 1995. након заједничког напада Војске Републике Хрватске и Армије Републике БиХ из правца Бихаћа нашао у тешком положају и угрожености саме Бање Луке; тада је и већи део снага корпуса био ангажован на одбрани Босанске Крајине у склопу операције Вагањ.
Кроз корпус је прошло 120.000 бораца, од чега их је од 6.500 до 7.000 погинуло, а више од 27.000 је рањено. На почетку рата корпус је бројао више од 72.000 војника, док по формацији морао је имати 63.726 бораца.
Након Дејтонског мировног споразума корпус прелази у мирнодопску формацију ВРС. Касније постаје дио система одбране БиХ настављајући традицију ВРС кроз српски пук „Република Српска“ ОС БиХ.

## Признања
Први крајишки корпус је за заслуге у Отаџбинском рату 1992—1995. одликован највећим војним признањем Републике Српске, Орденом Немањића.

## Опрема
Артиљерија
- Самоходна хаубица 122 mm 2С1 Гвоздика
  - хаубица 122 mm Д30
  - М-63 Пламен
  - М-87 Оркан
  - М-77 Огањ
  - ЗСУ-57-2
  - Оклопна-борбена средства
  - M-84
  - БТР-50
  - БТР-60
  - БОВ М-86
  - Т-55
  - СУ-100
  - Оклопни транспортер М-60
  - Противоклопна средства
  - „Фагот”
  - „Маљутка”
  - „Оса”
  - Зоља”
  - „Стршљен”
  - Средства ПВО
    - М53/59 Прага
    - ИГЛА

  - Пешадијско наоружање
    - M70A/M70B1
    - M84
    - M72
    - M76
    - M91
    - M84
    - ЦЗ99
    - Застава М90
    - Застава M87
    - Застава М92
    - Застава М48
    - M53
    - Застава M59/66
    - M80

  - Ратно ваздухопловство и ПВО
    - МиГ-29
    - МиГ-21
    - Ј-22 Орао
    - Г-4 Супер Галеб
    - Ми-8
    - Соко Газела